# Unión de Docentes de la Provincia de Misiones
La Unión de Docentes de la Provincia de Misiones (UDPM) es un sindicato argentino que agrupa a los maestros, profesores, auxiliares y demás trabajadores de la educación pertenecientes a la Provincia de Misiones. Cuenta con 15.500 miembros afiliados.
Fue fundada en Posadas el 28 de marzo de 1970 y cuenta con Delegaciones Departamentales en los 17 Departamentos de la Provincia. Es una de las entidades base de la Confederación de Trabajadores de la Educación de la República Argentina (CTERA).

## Historia
En 1963 se sanciona la ley 174/63, la cual estipula la creación del estatuto del docente en Misiones, dando así nacimiento a la docencia en la provincia. Desde ese año, docentes de distintas regiones de Misiones comienzan a formar organizaciones sindicales creando diversas agrupaciones gremiales.
El 28 de marzo de 1970 se funda la Unión de Docentes de la Provincia de Misiones (UDPM), diluyendo así las antiguas asociaciones y unificando la representación provincial de los docentes.
En 1996, UDPM consigue la personería gremial, teniendo competencia exclusiva en todo el territorio provincial.

## Organización
El sindicato posee como órgano de gobierno superior al Congreso Extraordinario de Delegados Departamentales (alrededor de 100 delegados) y a la Comisión Directiva, compuesta por 11 miembros titulares y 3 suplentes. Su actual secretario general es  Rubén Darío «Grillo» Caballero. Toda acción sindical es determinada por mayoría en el Congreso Extraordinario y sus resoluciones deben ser acatadas obligatoriamente por los afiliados, delegados y por la comisión directiva.
UDPM cuenta con Delegaciones Departamentales en los 17 Departamentos de Misiones y los delegados departamentales son elector por voto secreto y directo. Además, todas las escuelas de la provincia cuentan con Delegados Escolores, los cuales son elegidos de igual forma.